# Edmund Stone
Edward (Edmund) Stone (Buckinghamshire, Inglaterra, 1702 — Buckinghamshire, 1768) foi um reverendo da Igreja Anglicana, responsável pela descoberta do ingrediente ativo ácido salicílico. Estudou no Wadham College, um dos colegiados que constituem a Universidade de Oxford. Stone observou que a casca do salgueiro (Salix alba) tinha ação em pacientes febris. Em 25 de abril de 1763 enviou uma carta ao Lord Macclesfield, presidente da Royal Society, reportando sobre sua descoberta.
Foi eleito membro da Royal Society em 1725.